# Darren Dutchyshen
Darren Dutchyshen, né le 19 décembre 1966 à Regina et mort le 15 mai 2024, est un animateur canadien.

## Biographie
Darren Dutchyshen naît le 19 décembre 1966 à Regina, et grandit à Porcupine Plain en Saskatchewan.
Il décroche son premier emploi en tant que journaliste sportif à STV, à Saskatoon. Il travaille ensuite pour IMTV à Dauphin, au Manitoba. Il anime également pendant sept ans l'émission Sports Night d'ITV à Edmonton.
Figure médiatique du sport très connue au Canada, il commence sa carrière à TSN en 1995 en tant qu'animateur des éditions du week-end de SportsDesk et de CFL Live,. Il devient l'un des piliers de l'émission d'information SportsCentre de la chaîne et anime également des émissions olympiques en début de soirée sur TSN pendant les Jeux olympiques d'hiver de 2010 à Vancouver et les Jeux olympiques d'été de 2012 à Londres.
Il dévoile le 9 septembre 2021 qu'il est atteint d'un cancer de la prostate. Darren Dutchyshen meurt à 57 ans, le 15 mai 2024,.